# Urani Rumbo

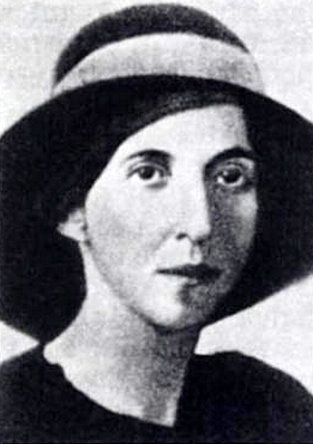
Urani Rumbo

Urani Rumbo (1895–1936) war eine albanische Feministin, Lehrerin und Dramatikerin. Sie gründete verschiedene Verbände, um albanische Frauenrechte zu fördern, von denen der wichtigste der Lidhja e Gruas (deutsch Frauenunion) war, eine der ersten herausragenden feministischen Organisationen Albaniens.

## Leben
Urani Rumbo wurde im Dezember 1895 in Stegopul, einem Dorf in der Nähe von Gjirokastra in Südalbanien am Hang des Bergs Lunxhëria, geboren. Ihr Vater, Spiro Rumbo, war ein Lehrer in den nahe gelegenen Dörfern und ihre Mutter, Athana, war Hausfrau. Sie hatte drei Brüder, Kornil, Thanas und Dhimitër Rumbo, und eine Schwester Emily, die auch eine Grundschullehrerin war. Sie erhielt eine Grundbildung und vollendete sechs Jahrgangsstufen an der Schule in Filiates, wo ihr Vater als Lehrer arbeitete. Zur gleichen Zeit lernte sie die Arbeiten bekannter albanischer Volkskundler und Schriftsteller kennen. Sie konnte Albanisch und Griechisch fließend schreiben, und mit 15 Jahren begann sie, albanische Literatur zu unterrichten. Ab 1910 besuchte Rumbo eine weiterführende Schule in Ioannina, aber ihre Ausbildung wurde durch die Balkankriege unterbrochen. Während des Krieges brachte sie sich selbst Italienisch und Französisch bei.
Von 1916 bis 1917 arbeitet sie als Lehrerin für albanische Literatur in Dhoksat, einem Dorf in der Nähe ihres Heimatdorfs, das heute zur Gemeinde Gjirokastra gehört, wo sie die Verwendung der albanischen Sprache förderte. Von 1917 bis 1918 lehrte sie in Mingul und Nokova, während sie im Jahr 1919 in der De-Rada-Schule von Gjirokastra unterrichtete. Im Jahr 1919 startete sie eine Initiative gegen den Analphabetismus von Frauen sowie gegen eine Tradition, die Frauen auf typische Haushaltsbereiche einengte. Im Jahr 1920 eröffnete sie die Koto-Hoxhi-Schule, benannt nach Koto Hoxhi, einem der Revivalisten Albaniens. Die Koto-Hoxhi-Schule war eine fünfjährige Grundschule für Mädchen jeglicher Religion und aus allen Teilen Gjirokastërs. Wenige Jahre später wurde sie die Rektorin der Schule.
In der Zeit der demokratischen Bewegung in Albanien von 1921 bis 1924 veröffentlichte Rumbo Artikel über Probleme – insbesondere über die Frage der Bildung –, mit denen albanische Frauen konfrontiert waren in den lokalen Zeitungen Demokratia und Drita. Zur gleichen Zeit entwickelte sie Ausbildungskurse für Frauen in Schneiderei, Sticken, Landwirtschaft, Musik und Gärtnern. Außerdem schrieb und inszenierte sie Theaterstücke und organisierte Schulaufführungen, um Mädchen zu ermutigen, sich am öffentlichen Leben zu beteiligen.
Am 23. November 1920 gründete sie mit Hashibe Harshova, Naxhije Hoxha und Xhemile Balili in Gjirokastra die Lidhja e Gruas, eine der wichtigsten feministischen Organisationen Albaniens zur Förderung der Frauenemanzipation. Sie veröffentlichten eine Erklärung in der Zeitung Drita, um gegen die sozialen Verhältnisse und die Diskriminierung von Frauen zu protestierten. Im Jahr 1923 begann Urani Rumbo zusammen mit anderen Frauen eine Kampagne für das Recht von Mädchen, wie die Jungen das Lyzeum von Gjirokastra besuchen zu dürfen.
Am 25. Juli 1924 gründete Rumbo die feministische Organisation Përmirësimi (Verbesserung). Përmirësimi organisierte Ausbildungskurse für Frauen mit unterschiedlichem sozialen Status. Am 4. Juli 1930 wurde sie von den Behörden angeklagt, Schülerinnen der Koto-Hoxhi-Schule ermutigt zu haben, in Theaterstücken aufzutreten. Sie reagierte mit einem Artikel in der Zeitung Demokratia, der die Vorwürfe als absurd anprangerte.

## Vermächtnis
Es sind zwei Biografien über Urani Rumbo geschrieben worden. Die erste wurde im Jahr 1977 veröffentlicht und trägt den Titel Urani Rumbo: Lehrerin des Volkes (albanisch Urani Rumbo: Mësuese e Popullit), während die zweite im Jahr 2008 mit dem Titel Urani Rumbo: Die berühmte Arbeiterin für die albanische Schule (albanisch Urani Rumbo punëtore e shquar e shkollës shqiptare) erschienen ist.  
Am 1. März 1961 wurde Urani Rumbo posthum die Medaille Mësuese e Popullit (deutsch Lehrerin des Volkes) verliehen. In der heutigen Zeit wurde in Gjirokastra eine Schule nach Urani Rumbo benannt.